# Arden-Arcade
Arden-Arcade is een plaats (census-designated place) in de Amerikaanse staat Californië, en valt bestuurlijk gezien onder Sacramento County.

## Demografie
Bij de volkstelling in 2000 werd het aantal inwoners vastgesteld op 96.025.

## Geografie
Volgens het United States Census Bureau beslaat de plaats een oppervlakte van
49,2 km², waarvan 48,9 km² land en 0,3 km² water.

## Plaatsen in de nabije omgeving
De onderstaande figuur toont nabijgelegen plaatsen in een straal van 16 km rond Arden-Arcade.